# الحديقة الوطنية الشريعة
الحديقة الوطنية الشريعة أو الحظيرة الوطنية للشريعة، بمساحة تتجاوز 26 ألف هكتار من المساحات الغابية والجبلية، وتتوزع هذه المساحة على 12 بلدية منتشرة في ثلاث ولايات هي البليدة والمدية وعين الدفلى، إلا أن الجزء الأكبر من هذه المساحة يقع في تراب ولاية البليدة بنسبة تتجاوز 67 %، كما تعد بلدية الشريعة البلدية التي يقع الجزء الأكبر من الحظيرة على ترابها، تليها بلديتا حمام ملوان والحمدانية من ولاية المدية·

## تقديم الحظيرة، الموقع الجغرافي
على بعد 50 كلم جنوب غرب عاصمة الجزائر، تمتد الحضيرة الوطنية للشريعة كوشاح على 26587 هكتار على طول المرتفعات المركزية للأطلس المتيجي، وهي بذالك تشرف باتجاه الشمال على سهل متيجة وباتجاه الجنوب على مرتفعات المدية، وباتجاه الغرب جبال الظهرة أما من الشرق فهي تشرق على جبال جرجرة، تحيط بالحظيرة منطقة محاذية تقدر بمساحة 10600 هكتار، وهي تشمل من الشرق إلى الغرب كلا من مرتفعات حمام ملوان، قمم الشريعة وجبل تمزقيدة.
تمتد الحظيرة الوطنية للشريعة على تراب 03 ولايات بالبليدة 17857هكتار، المدية 8650 هكتار وعين الدفلى 80 هكتار، وهي تشمل 12 بلدية أين بلدية الشريعة تقع معظمها داخل الحظيرة.
```
  == نبذة عن تاريخ إنشاء الشريعة ==
```

ايجاز من شركة التاريخ الطبيعي لإفريقيا وفي 03 سبتمبر 1925 أسست الحظيرة بموجب مرسوم حكومي دخل حيز التنفيذ بموجب مرسوم عام صدر في 17 فيفري 1921 والذي حدد انماط الحظائر في الجزائر، ولقد أنشأت الحظيرة آنذاك لتكون على مساحة 1351 هكتار إذا شملت مجمل غابة الأرز الأطلسي.
في عهد الجزائر المستقلة وبتطبيق مرسوم 458-83 الصادر بتاريخ 23-07-1983 الذي يتعلق بقانون الحظائر في الجزائر، أنشأت الحظيرة الوطنية للشريعة من جديد بالمرسوم رقم 83.461 الصادر بتاريخ 23/07/1983 وجعلت تمتد على مساحة 26587 هكتار.
```
 == المحيط الاجتماعي والاقتصادي ==
```

تمثل الحظيرة الوطنية للشريعة 4000 ساكن ريفي، 03 قرى منها اثنان هما مركز بلدية، توجد بقلب الحظيرة، هذه القرى تجمع 2000 ساكن، أما السكان الآخرون فهم منفرقون على 21 دوارا وتجمعات سكنية معزولة.
```
 == مناطق الراحة والفضول الطبيعي ==
```

تعد الحظيرة الوطنية للشريعة 04 مواقع ذات أهمية عظمى هي:
- منطقة الحمدانية في الغرب والتي تتميز بقدراتها الطبيعية الهامة نذكرمحمية القرد المغاربي، جحور الجوارح، مضايق الشفة، شلالات المياه بالشفة، بحيرة تمزقيدة (الضاية) على ارتفاع 1230 م على مستوى سطح البحر.
- منطقة الشريعة في المركز لوسط الحظيرة وهي تشمل غابة الأرز الشامخ / مشجرة غنية ومتنوعة، أنواع نباتية نادرة وشديدة الندرة، أماكن لممارسة الرياضة الشتوية والصيفية.
- منطقة حمام ملوان في الغرب وهي تتميز بثرواتها المائية والمعدنية وبوجهتها الريفية المميزة إلى جانب مواقع الراحة والاستجمام الطبيعية.
- منطقة الضاية اين توجد اعلى بحيرة على مستوى سطح البحر وهي تطل على منطقة تسوري بن تسوري والعفرون وسد المستقبل بورومي وهي قبلة الزوار في الآونة الأخيرة.

وتكتسي الحظيرة الوطنية للشريعة أهميتها بالدرجة الأولى من كونها قطبا سياحيا جبليا هو الوحيد من نوعه في وسط البلاد والأقرب إلى السكان من الحظائر الوطنية الأخرى، حيث لا تتعدى المسافة الفاصلة بينه وبين الجزائر العاصمة 50 كلم، مقابل 180 كلم إلى حظيرة جرجرة و300 كلم إلى حظيرة ثنية الحد بولاية تيسمسيلت· فحظيرة الشريعة تمثّل المجال الحيوي ونقطة استقطاب لنحو سبعة ملايين نسمة من سكان ولايات الوسط·
```
 == الموروث الطبيعي الحيوي ==
```

تحتوي الحظيرة الوطنية للشريعة على موروث طبيعي حي يقدر ب1358 نوع منها 70 نوع حي محمي.
```
  === على الصعيد النباتي ===
```

على المستوى النباتي تحصى 794 نوع تتوزع على 08 وحدات نباتية:
- وحدة الأرز: وهي تحتل الأماكن الواقعة ما بين 1300 م و1625 متر على مستوى سطح البحر وهي تقع في الطبقة المناخية الرطبة جدا وتغطي حوالي 1200 هكتار.
- وحدة السنديان (البلوط): تغطي أخياس أو أحراج بطول 896 أمتار على مرتفعات تتراوح ما بين 800 و1500/1400 متر باستثناء منطقة الشريعة وتغطي هذه الوحدة مساحة 10000 هكتار.
- وحدة البلوط الفليني: غابة الفلين في الحظيرة الوطنية للشريعة موجودة في شكل باقات متفرقة على مساحات صغيرة تنتشر على المرتفعات للواجهة الشمالية لبلدية البرواقية
- وحدة الصنوبر الحلبي: تحتل مساحة 7000 هكتار.
- وحدة الزان: تنحصر هذه الغابة على موقع محدودة تذكر على مستوى المحطات الرطبة المتميزة بوجود السراخس العملاقة.
- وحدة الصنوبر الحلبي والسندرك: تكون هذه الوحدة في شكل أحراج كثيرة يتخللها الصنوبر الحلبي، وتعتبر هذه الوحدة استثناء وفريدة من نوعها كونها تمثل النهاية الشرقية لهذه الغابة.
- الأراضي الخالية: هي أراضي عارية إلى جانب أراضي مغطات بالعشب.

```
  === وحدة النباتات المائية ===
```

تتميز هذه الوحدة أساسا بوجود مجموعات نباتية على ضفاف الوديان، نذكر الدفلة، الميس، إن التنوع النباتي للحظيرة الوطنية للشريعة يمثل 25.8 بالمائة من الثروات النباتية الوطنية، وهي تتكون من 88 عائلة نباتية، أهمها البقوليا، النجيليات، 170 نوع نباتي طبي، 26 نوع من السحلبيات، وتعد الحظيرة الوطنية للشريعة 15 نوع نباتيا محميا.
```
  === على الصعيد الحيواني ===
```

تحتوي الثروة الحيوانية للحظيرة الوطنية للشريعة في العموم على 564 نوع (بينها 55 نوع حيواني محمي)، موزعة بالشكل التالي: 25 نوع من الثدييات أهمها القرد المغاربي 121 نوع من الطيور أهمها آكلات الجيف (النسر، الاصهب والعقاب) 358 نوع من الحشرات، 06 كثيرات الأرجل، 02 قشريات، 01 حلقية، هذا الموروث الحيواني يشمل 19.08 بالمائة من الثروات الحيوانية الوطنية.
أما فيما يتعلق بالطيور، فإن هذه الثروة على مستوى الحظيرة الوطنية للشريعة تتكون من 35 عائلة، أهمها: 10 % من الذعريات، 05 % بوميات، 3.5 % من الحماميات، 3.5 % من الخطافيات.
أما التصنيف حسب النظام الغذائي، فتصنف هذه الطيور إلى:
54 % من آكلات الحشرات، 19 % من آكلات النباتات، 18 % من اكلات اللحوم، 19 % من آكلات الحبوب، 02 % من آكلات الجيف، 01 % قارة، أما التصنيف حسب المظهر الخارجي فنصنف طيور الحظيرة إلى 73%  طيور مهاجرة، 47 بالمائة طيور قارة.
```
 == مهام الحظيرة الوطنية للشريعة ==
```

- حماية والحفاظ على الموروث الطبيعي (الحيواني والنباتي)
- التنمية الريفية.
- التربية البيئية.
- المتابعة العلمية للأنظمة البيئية الطبيعية.
- ترقية وتنمية البحث العلمي.
- ترقية السياحة البيئية والنشاطات الرياضية التي لها ارتباط بالطبيعة.
- العمل على الإدماج الاجتماعي.

```
       == انظر أيضا ==
```

- فيديو من طائرة بدون طيار الحديقة الوطنية الشريعة

```
          == مصادر ==
```

- الحظيرة الوطنية للشريعة
- بطاقة التعريف من موقع اليونيسكو